# NGC 528
NGC 528 је лентикуларна галаксија у сазвежђу Андромеда која се налази на NGC листи објеката дубоког неба.
Деклинација објекта је + 33° 40' 14" а ректасцензија 1h 25m 33,6s. Привидна величина (магнитуда) објекта NGC 528 износи 12,6 а фотографска магнитуда 13,6. NGC 528 је још познат и под ознакама UGC 988, MCG 5-4-57, CGCG 502-83, IRAS 01226+3324, PGC 5290.